# Charo López (actriz española)
María del Rosario López Piñuelas (Salamanca, 28 de octubre de 1943) es una actriz española. En el año 2021 el director Chema de la Peña realizó una película documental titulada Me cuesta hablar de mí; dicha película expone un recorrido sobre la actriz desde su infancia hasta el presente en que se filmó, con testimonios de López en diferentes etapas de su vida.

## Biografía

### Comienzos
Mientras estudiaba Filosofía y Letras en su ciudad natal participó en varias funciones de teatro universitario. Su incipiente vocación artística encontró cauce profesional con las películas Ditirambo, de Gonzalo Suárez, y El hueso, de Antonio Giménez Rico, en 1968.
Cursó estudios en la Escuela Oficial de Cine y perfeccionó su técnica teatral a la vez que trabajaba en numerosos espacios dramáticos de Televisión Española y en series como Los camioneros, de Mario Camus, y El pícaro, de Fernando Fernán Gómez.
Su paso por el cine a comienzos de la década de 1970 se redujo al spaghetti western (El sol bajo la tierra, El bandido Malpelo) y películas de escasa proyección que únicamente resaltaron su fotogenia y su rotunda belleza. Luis Buñuel aprobó su participación en La Vía Láctea (1969), pero el sindicato de actores francés lo impidió por tratarse de una actriz desconocida.
Su colaboración con Gonzalo Suárez continuó en El extraño caso del doctor Fausto (1969), La Regenta (1974) y Parranda (1977).

### Los gozos y las sombras
Su alto reconocimiento no llegó hasta 1980 con un papel secundario en la serie de televisión Fortunata y Jacinta, de Mario Camus, y especialmente, ya en plena madurez, gracias al personaje de Clara Aldán en Los gozos y las sombras, serie de éxito basada en la novela homónima de Gonzalo Torrente Ballester.
Posteriormente, encadenó trabajos relevantes para el cine: La colmena y La vieja música, de Camus; Los paraísos perdidos, de Basilio Martín Patino; Tiempo de silencio, de Vicente Aranda y Lo más natural, de Josefina Molina. Gonzalo Suárez volvió a dirigirla en la serie Los pazos de Ulloa y en las películas Epílogo, Don Juan en los infiernos y El detective y la muerte. Aunque no aceptó el papel que Pedro Almodóvar le ofreció en Matador (1986), sí aparece en Kika en 1993.
En 1997 estrenó Secretos del corazón, película de Montxo Armendáriz candidata al Óscar de Hollywood por la que consiguió el Premio Goya a la mejor actriz de reparto. Luego interpretó papeles breves en Plenilunio, de Imanol Uribe, y Tiempos de azúcar, de Juan Luis Iborra, y protagonizó Nudos y La soledad era esto.

### Teatro
Entre 1987 y 1989 realizó una gira teatral en Argentina con los montajes Hay que deshacer la casa y Una jornada particular. Desde entonces, como actriz y productora, se inclina por obras que potencien su vis cómica, entre ellas Tengamos el sexo en paz y Carcajada salvaje, representadas en distintas etapas desde la década de 1990. Asimismo, protagonizó Los puentes de Madison, Memorias de Sarah Bernhardt y El otro lado.
Charo López se casó en dos ocasiones, con el crítico, escritor y cineasta Jesús García de Dueñas (1965-1971) y con el periodista Carlos Gabetta (1988-1993).

## Filmografía parcial
- Plan Jack cero tres (1967)
- El hueso (1968)
- La vida sigue igual (1969)
- Ditirambo (1969)
- El extraño caso del doctor Fausto (1969)
- Pastel de sangre (1971)
- Me enveneno de azules (1971)
- El bandido Malpelo (1971)
- La guerrilla (1972)
- El sol bajo la tierra (1972)
- Don Yllán, el mágico de Toledo (1973)
- La leyenda del alcalde de Zalamea (1973)
- Las estrellas están verdes (1973)
- La Regenta (Gonzalo Suárez, 1974)
- Madres solteras (1975)
- La Raulito en libertad (1975)
- Largo retorno (1975)
- Las cuatro novias de Augusto Pérez (1976)
- Manuela (1976)
- El límite del amor (1976)
- Ah sì? E io lo dico a Zzzzorro! (1976)
- Luto riguroso (1977)
- Parranda (1977)
- Los placeres ocultos (1977)
- Der Tiefstapler (1978)
- Adiós, querida mamá (1980)
- Historias de mujeres (1980)
- El gran secreto (1980)
- Tres mujeres de hoy (1980)
- Anima - Symphonie phantastique (1981)
- De camisa vieja a chaqueta nueva (Rafael Gil, 1982)
- Adulterio nacional (1982)
- La colmena (Mario Camus, 1982)
- L'home ronyó, (1983)
- Atrapado (1983)
- Interior roig (1983)
- Zama (1984)
- Epílogo (1984)
- Últimas tardes con Teresa (1984)
- Crimen en familia (1985)
- La vieja música (1985)
- Los paraísos perdidos (1985)
- Tiempo de silencio (1986)
- El rey del mambo (1989)
- Cómo levantar 1000 kilos (1991)
- Lo más natural (1991)
- Don Juan en los infiernos (1991)
- La fiebre del oro (1993)
- Kika (Pedro Almodóvar, 1993)
- El día nunca, por la tarde (1994)
- El detective y la muerte (1994)
- Pasajes (1996)
- Secretos del corazón (Montxo Armendáriz, 1997)
- Plenilunio (Imanol Uribe, 2000)
- Tiempos de azúcar (Juan Luis Iborra, 2001)
- La soledad era esto (2002)
- Nudos (2003)
- Las llaves de la independencia (2004)
- Habitación en alquiler (2006)
- Rey Gitano (2015)
- Margen de error (2019)
- Baby (2020)
- Alas de tiniebla (2021) (cortometraje)

## Televisión
- Días de Navidad (2019)
- Fugitiva (2018)
- Cuéntame cómo pasó (2016)
- Camera café
  - 10 de noviembre de 2008
- Clase media (1987)
- La Voz humana
  - Eh, Joe (1 de agosto de 1986)
- Los pazos de Ulloa (1985)
- La máscara negra
  - Un baile de máscaras (21 de mayo de 1982)
- Los gozos y las sombras (1982)
- Fortunata y Jacinta (1980)
- Curro Jiménez
  - La mujer de negro (9 de mayo de 1977)
- Este señor de negro
  - Carola (19 de noviembre de 1975)
- El quinto jinete
  - La familia Vourdalak (20 de octubre de 1975)
- Silencio, estrenamos
  - 14 de agosto de 1974 (14 de agosto de 1974)
- Noche de teatro
  - Águila de blasón (17 de mayo de 1974)
- Los Libros
  - Cuentos, de Giovanni Boccaccio (4 de marzo de 1974)
  - El club de los suicidas, de Robert Louis Stevenson (7 de diciembre de 1977)
- El pícaro (1974)
  - Capítulo 7: De los sucesos que presenció Lucas una agitada noche en casa de un doctor
- Juan y Manuela (1974)
- Los camioneros
  - Ida y vuelta por el mismo camino (14 de enero de 1974)
- Novela
  - La prima Phillis (12 de marzo de 1973)
  - Amor de perdición (28 de mayo de 1973)
  - Entre visillos (febrero-marzo de 1974)
  - Nada menos que todo un hombre (31 de enero de 1977)
- Tres eran tres (1972-73)
- Historias de Juan Español
  - 27 de septiembre de 1972
- Ficciones
  - Gradiva (20 de enero de 1972)
  - El misterio de la carretera de Cintra (2 de marzo de 1972)
  - En defensa de un derecho (14 de abril de 1973)
  - Crimen pasional casi perfecto (22 de septiembre de 1973)
  - El rey y la reina (17 de junio de 1974)
  - La saga de Maruxa Canido (29 de julio de 1974)
- Las doce caras de Eva
  - Sagitario (5 de enero de 1972)
- Teatro breve
  - El observatorio (2 de octubre de 1971)
- Cuentos y leyendas
  - Tarde llega el desengaño (13 de marzo de 1969)
  - Ópera en Marineda (14 de enero de 1975)
  - Don Yllán, el Mágico de Toledo (21 de enero de 1975)
  - Los tres maridos burlados (31 de octubre de 1975)
- Doce cuentos y una pesadilla
  - Por favor, compruebe el futuro (16 de septiembre de 1967)
- Los Encuentros
  - Juego escondido (5 de agosto de 1967)
- Estudio 1
  - Carlota (15 de diciembre de 1965)
  - El alcalde de Zalamea (26 de marzo de 1968)
  - El caballero de Olmedo (29 de octubre de 1968)
  - Bodas de cobre (11 de febrero de 1972)
  - La hidalga limosnera (31 de marzo de 1972)
  - La muerte de un viajante (10 de noviembre de 1972)
  - La zorra y las uvas (16 de junio de 1975)
  - Mesas separadas (23 de septiembre de 1979)
  - Maribel y la extraña familia (16 de marzo de 1980)
  - Los padres terribles (5 de octubre de 1980)

## Teatro
- Ojos de agua (Adaptación de La Celestina, 2014)
- La laguna dorada (2014)
- Carcajada salvaje (2011)
- El otro lado (2008)
- Tengamos el sexo en paz (2006-2007)
- El infierno (2005)
- Las memorias de Sarah Bernhardt (2003)
- Los puentes de Madison (2002)
- Tengamos el sexo en paz (1995-1999)
- Carcajada salvaje (1994-1995)
- Hay que deshacer la casa (1988)
- Una jornada particular (1987)
- Los japoneses no esperan (1979)[6]
- La marquesa Rosalinda (1970)
- El condenado por desconfiado (1970)
- Los lunáticos (¿?)
- La paz (¿?)

## Premios y candidaturas
Premios Goya
| Año  | Categoría                                  | Película             | Resultado |
| ---- | ------------------------------------------ | -------------------- | --------- |
| 1990 | Mejor interpretación femenina protagonista | Lo más natural       | Candidata |
| 1997 | Mejor interpretación femenina de reparto   | Secretos del corazón | Ganadora  |

Fotogramas de Plata
| Año  | Categoría                      | Trabajo                                                 | Resultado |
| ---- | ------------------------------ | ------------------------------------------------------- | --------- |
| 1975 | Mejor intérprete de televisión | Cuentos y leyendas                                      | Ganadora  |
| 1982 | Mejor intérprete de televisión | Los gozos y las sombras                                 | Ganadora  |
| 1984 | Mejor actriz de cine           | Epílogo Últimas tardes con Teresa                       | Candidata |
| 1985 | Mejor actriz de cine           | Crimen en familia La vieja música Los paraísos perdidos | Candidata |
| 1997 | Mejor actriz de teatro         | Tengamos el sexo en paz                                 | Ganadora  |
| 2014 | Toda una vida                  | Toda una vida                                           | Ganadora  |

Medallas del Círculo de Escritores Cinematográficos
| Año  | Categoría              | Película | Resultado |
| ---- | ---------------------- | -------- | --------- |
| 1968 | Premio Antonio Barbero | El hueso | Ganadora  |

Unión de Actores
| Año  | Categoría                               | Trabajo              | Resultado |
| ---- | --------------------------------------- | -------------------- | --------- |
| 1997 | Mejor interpretación secundaria de cine | Secretos del corazón | Ganadora  |

Premios Sant Jordi de Cine
| Año  | Categoría                           | Resultado |
| ---- | ----------------------------------- | --------- |
| 2009 | Premio a la trayectoria profesional | Ganadora  |

TP de Oro
| Año  | Categoría    | Serie de televisión     | Resultado |
| ---- | ------------ | ----------------------- | --------- |
| 1985 | Mejor actriz | Los pazos de Ulloa      | Ganadora  |
| 1982 | Mejor actriz | Los gozos y las sombras | Ganadora  |
| 1975 | Mejor actriz | Cuentos y leyendas      | Ganadora  |

Otros
- Premio del sindicato cinematográfico por La Regenta (1974).
- Premio Ercilla de teatro por su trabajo en Hay que deshacer la casa (1989).
- Premio Cartelera Turia de teatro por su trabajo en Tengamos el sexo en paz (1997).
- Golden India Catalina a la mejor actriz de reparto en el Festival de Cartagena de Indias (1998).
- Camaleón de honor del Festival Internacional de Cine Inédito de Islantilla (2007).
- Medalla de Oro al Mérito en las Bellas Artes (2008).
- Premio Nacional de Cinematografía Nacho Martínez del Festival Internacional de Cine de Gijón (2010).
- Premio Ercilla (2011)
- Trofeo ALCINE a la mejor interpretación femenina 2012 por "La media vuelta"
- Espiga de Honor de la 65 Semana Internacional de Cine de Valladolid (Seminci)(2020)
- Premio Ciudad de Alcalá De las artes y las letras en 2021.
- Premio Luis Buñuel en la 53 edición del Festival Internacional de Cine de Huesca.[9]